# Heidrun Perdelwitz
Heidrun Perdelwitz (* 5. November 1956 in Elxleben; † Herbst 2020 in Berlin) war eine deutsche Schauspielerin und Hörspielsprecherin.

## Leben und Wirken
Heidrun Perdelwitz absolvierte nach ihrem Schulabschluss ihr Schauspielstudium an der Hochschule für Schauspielkunst Ernst Busch in Ost-Berlin und kam im Jahr 1977 an das dortige Deutsche Theater, wo sie bis zum Jahr 2001 als festes Ensemblemitglied engagiert war. In den folgenden Jahren war sie dort noch als Gastdarstellerin zu sehen. Bekannte Stücke unter Perdelwitz‘ Mitwirkung waren neben vielen anderen Der Besuch der alten Dame von Friedrich Dürrenmatt, Mutter Courage und ihre Kinder von Bertolt Brecht, die Shakespeare-Stücke Titus Andronicus und Der Kaufmann von Venedig, Salome von Oscar Wilde oder Anton Tschechows Möwe. Sie arbeitete dabei mit renommierten Regisseuren wie Peter Zadek, Thomas Langhoff, Wolfgang Heinz und Hans Neuenfels.
Im Jahr 1976 debütierte Perdelwitz vor der Kamera in dem Film Die Forelle. Bis zum Jahr 2007 war sie als Schauspielerin vor der Kamera in mehr als 20 Film-und-Fernsehproduktionen zu sehen. Von 1982 bis 1990 arbeitete Perdelwitz für den Rundfunk der DDR als Sprecherin für verschiedene Hörspielproduktionen.
Aus einer langjährigen Beziehung mit dem Schauspieler und Regisseur Reinhard Hellmann stammt ihre Tochter Wanda, die ebenfalls den Beruf ihrer Eltern ergriffen hat. Ihre Schwester Angelika ist ebenfalls als Schauspielerin tätig.
Heidrun Perdelwitz lebte in Berlin und war ab ihrem 53. Lebensjahr an Demenz erkrankt. Sie starb im Herbst 2020 im Alter von 64 Jahren in einem Pflegeheim.

## Filmografie
- 1976: Die Forelle
- 1976: Lasset die Kindlein…
- 1978–1979: Marx und Engels – Stationen ihres Lebens (TV-Mehrteiler)
- 1981: Kabale und Liebe
- 1982: Lieben Sie Träume?
- 1983: Antrag auf Adoption
- 1984: Der Mann mit dem Ring im Ohr
- 1984: Familie Neumann (Fernsehserie)
- 1990: Polizeiruf 110: Ball der einsamen Herzen (TV-Reihe)
- 1990: Selbstversuch
- 1991: Der zerbrochne Krug
- 1994: Tatort: Jetzt und Alles (TV-Reihe)
- 1995–1997: Für alle Fälle Stefanie (Fernsehserie, 2 Folgen)
- 1995: Stadtklinik (Fernsehserie, 1 Folge)
- 1996: Wolffs Revier (Fernsehserie, 1 Folge)
- 1996: Max Wolkenstein (Fernsehserie, 1 Folge)
- 2003: Mutter Courage und ihre Kinder
- 2006: Polizeiruf 110: Traumtod (TV-Reihe)
- 2007: Große Lügen!

## Hörspiele (Auswahl)
- 1982: Strafakte eines Kobolds – Autor: Holmar Attila Mück – Regie: Uwe Haacke
- 1983: Der Gevatter Tod – Autoren: Brüder Grimm – Regie: Uwe Haacke
- 1984: Die Kordel – Autor: Hans Siebe – Regie: Achim Scholz
- 1985: Der Golem – Autor: Vaclav Cibulka – Regie: Uwe Haacke
- 1986: Die spanische Nacht – Autor: Fritz Rudolf Fries – Regie: Horst Liepach
- 1987: Fabian oder Der Gang vor die Hunde – Autor: Erich Kästner – Regie Joachim Staritz
- 1987: Mein lieber Joaquin – Autor: Peter Jakubeit – Regie: Werner Grunow
- 1988: Ehrlich geteilt – Autor: Jan Eik – Regie: Bert Bredemeyer
- 1989: Der kleine Prinz – Autor: Antoine de Saint-Exupéry – Regie: Flora Hoffmann
- 1990: Das Waldhaus – Autoren: Brüder Grimm – Regie: Eveline Fuhrmeister
- 1990: Die Beatles – Autor: Thomas Fuchs – Regie: Bert Bredemeyer
- 1990: Alptraum – Autorin: Gabriele Bigott – Regie: Horst Liepach